# Заслуженный работник текстильной и лёгкой промышленности РСФСР
Заслуженный работник текстильной и лёгкой промышленности РСФСР — почётное звание РСФСР, присваивавшееся работникам текстильной и лёгкой промышленности с 9 апреля 1981 года.

## История
В России до принятия Указа Президента Российской Федерации от 30 декабря 1995 года № 1341 действовали правовые акты об установлении почётных званий РСФСР. После изменения наименования государства с «Российская Советская Федеративная Социалистическая Республика» на «Российская Федерация» (см. Закон РСФСР от 25 декабря 1991 года № 2094-I) в названиях всех почётных званий наименование «РСФСР» было заменено словами «Российской Федерации», таким образом, с 1992 года до 30 марта 1996 года производилось присвоение однотипного почётного звания РСФСР, существовавшего с 1981 года, с тождественным современному наименованием.

## Известные лица
- Бирюков, Александр Андреевич
- Петрова, Юлия Ивановна